# Cinara piceae
Cinara piceae är en insektsart som först beskrevs av Georg Wolfgang Franz Panzer 1800. Enligt Catalogue of Life ingår Cinara piceae i släktet Cinara och familjen långrörsbladlöss, men enligt Dyntaxa är tillhörigheten istället släktet Cinara och familjen barkbladlöss. Arten är reproducerande i Sverige. Inga underarter finns listade i Catalogue of Life.

## Bildgalleri

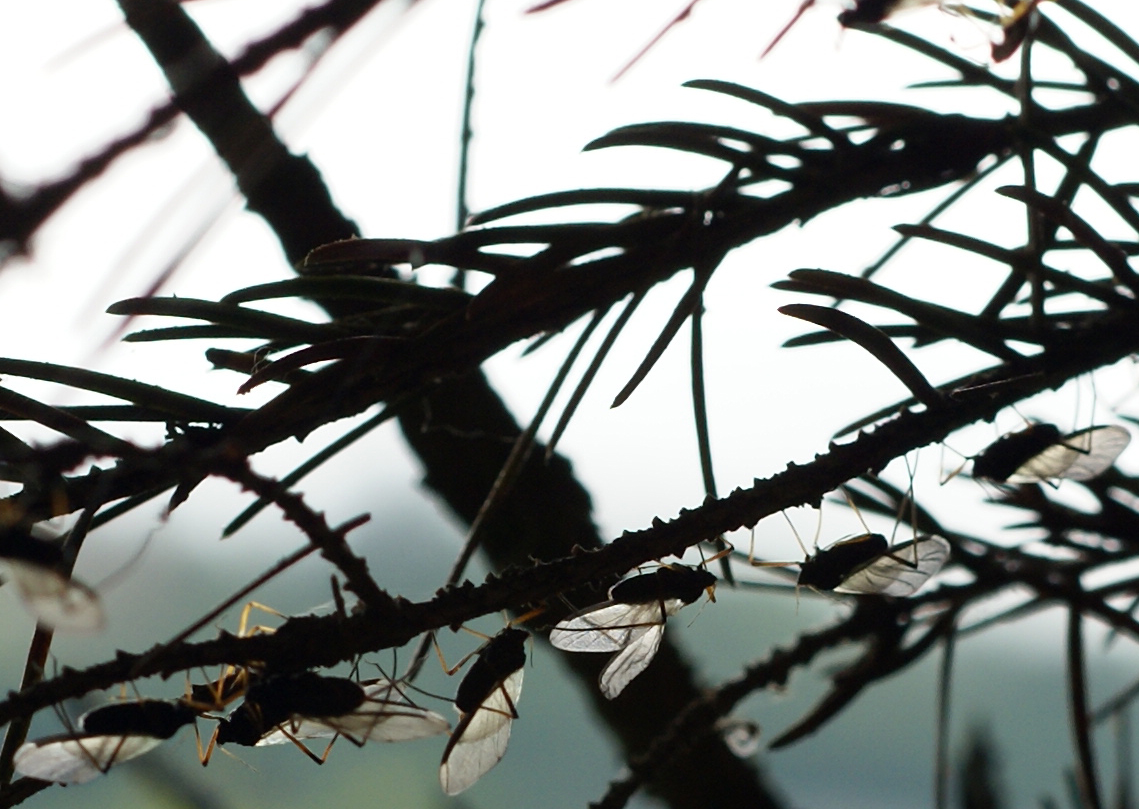
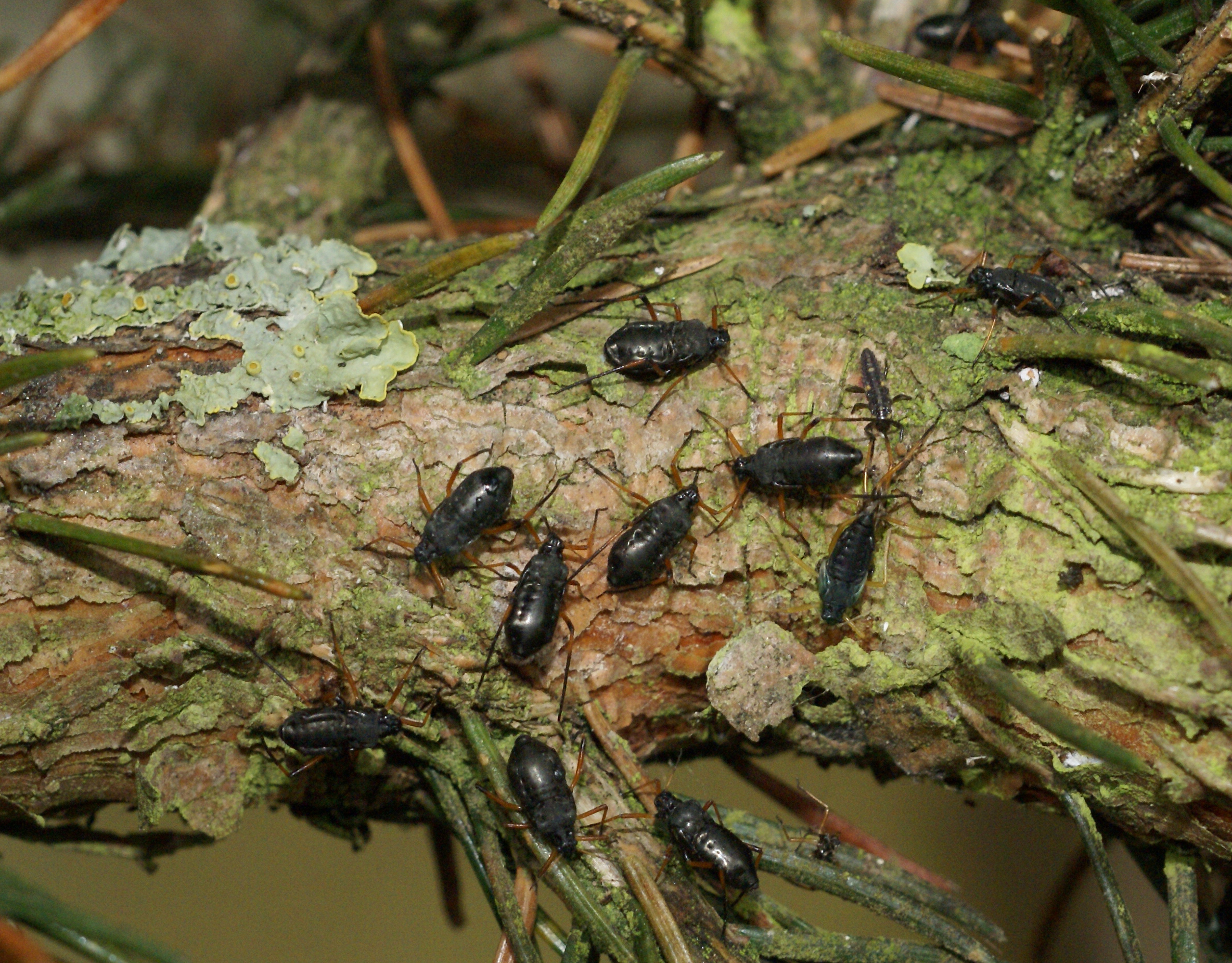